# Les Etchemins
Les Etchemins é uma municipalidade regional de condado (MRC) da província canadense de Quebec, na região de Chaudière-Appalaches. Foi criada no dia 1 de Janeiro de 1982. Sua capital e cidade mais populosa é Lac-Etchemin.

## Divisões do MRC de Les Etchemins

### Municípios
- Lac-Etchemin
- Sainte-Aurélie
- Saint-Benjamin
- Sainte-Justine
- Sainte-Rose-de-Watford
- Saint-Louis-de-Gonzague
- Saint-Luc-de-Bellechasse
- Saint-Magloire
- Saint-Prosper
- Saint-Zacharie

### Freguesias
- Saint-Camille-de-Lellis
- Saint-Cyprien
- Sainte-Sabine